# Sonata para violín n.º 18 (Mozart)
La Sonata para violín n.º 18 en sol mayor, K. 301/293a, fue compuesta por Wolfgang Amadeus Mozart en 1778 en Mannheim, y fue publicada por primera vez ese mismo año como parte del op. 1 de Mozart. La obra fue dedicada a la princesa María Isabel, Electora del Palatinado, por lo que las sonatas que componen ese op. 1 se conocen como Sonatas Palatinas. 
La interpretación de la Sonata para violín n.º 18 suele durar unos quince minutos.

## Estructura
Consta de dos movimientos:
1. Allegro con Spirito
2. Allegro